# أعمال العنف في بهاجالبور لعام 1989
يشير مصطلح أعمال الشغب في بهالجالبور لعام 1989 إلى أعمال العنف بين الهندوس والمسلمين في مدينة بهالجالبور في مقاطعة بهار الهندية. بدأت أعمال الشغب في 24 أكتوبر من عام 1989 واستمرّت لمدّة شهرين. أثّرت أعمال العنف على مدينة بهالجالبور و250 قرية محيطة بها. قُتل أكثر من 1000 شخص (نحو 900 شخص منهم مسلمين)، بينما شُرّد 50,000 آخرين نتيجةً لأعمال العنف هذه. اعتُبرت أعمال العنف هذه الأسوأ بين الهندوس والمسلمين في الهند المستقلّة خلال تلك الفترة، إذ تفوّقت على أعمال الشغب بولاية كجرات في عام 1969.

## الخلفية
تشتهر بهالجالبور بتاريخها المليء بالعنف الطائفي، إلا أن هذه حدّة التوترات بين الهندوس والمسلمين لم تتصاعد حتّى احتفالات شهر محرم وبشاري بوجا في شهر أغسطس من عام 1989.
نظّمت منظّمة فيشوا هندو باريشاد (في. إتش. بّي.) مسيرة «رامشيلا» في مدينة بهالجالبور في عام 1989 باعتبارها جزءًا من حملة رام جانابهومي الهادفة إلى بناء معبد هندوسي في مكان مسجد بابري في أيوديا. هدفت المسيرة إلى جمع الطوب (شيلاس) لمشروع بناء معبد رام المُقترح في أيوديا. أثارت إحدى هذه المسيرات التي مرّت عبر قرية فاتحبور سلسلةً من أعمال العنف المتمثّلة بضرب الحجارة والحرائق المُفتعلة في 22 أكتوبر. انتشرت شائعات كاذبة حول مقتل طلاب هندوسيين قبيل اندلاع أعمال الشغب؛ ذكرت إحدى الشائعات مقتل نحو 200 طالب جامعي هندوسي على أيدي المسلمين، بينما ذكرت شائعة أخرى مقتل 31 صبيًا هندوسيًا وإلقاء جثثهم في بئر في الكلّية السنسكريتية. لعبت المنافسات السياسية والإجرامية في المنطقة دورًا جوهريًا في التحريض على أعمال الشغب أيضًا، بعيدًا عن دور الشائعات الكبير.

## الدافع
اتّجهت مسيرات رامشيلا من مختلف أنحاء المقاطعة إلى منطقة غوشالا في 24 أكتوبر من عام 1989، حيث أكمل المشاركون طريقهم من هناك باتّجاه أيوديا. مرّت المسيرة التي انطلقت من منطقة بارباتي بسلام عبر تانبور - التي يسيطر عليها المسلمون- بعد أن طلب الزعيم ماهاديف براساد سينغ من الهندوس عدم رفع أي شعارات استفزازية.
وصلت مسيرة أخرى من ناثناجار إلى تتاربور في وقت لاحق. رافق رجال الشرطة هذه المسيرة الهائلة بهدف الحفاظ على المشاركين فيها، إذ رافقهم أيضًا رئيس الشرطة كيه. إس. دويفيدي. هتف بعض المشاركين في المسيرة ببعض الشعارات، مثل («الهند للهندوس، والملا مكانهم باكستان») و(«أطفال بابر، اذهبوا إلى باكستان أو إلى المقابر»). أوقف قاضي المقاطعة آرون جها المسيرة عند مفترق بارباتي وتتاربور. طلب القاضي من المسلمين السماح للمسيرة بالمرور عبر تتاربور، إلا أن طلبه قُوبل بالرفض؛ إذ اقترح المسلمون أن تسلك المسيرة طريقًا بديلًا إلى غوشالا.
أُلقيت قنبال بدائية على المسيرة بينما كانت المناقشات قيد الطرح، وذلك من مقر مدرسة ثانوية إسلامية قريبة من الحدث. لم يُقتل أي أحد خلال التفجير، لكن أُصيب 11 رجل من رجال الشرطة بجروح طفيفة. يُعتبر هذا الحدث سببًا جوهريًا لاندلاع أعمال الشغب هذه.